# Pfarrhaus (Langweid am Lech)

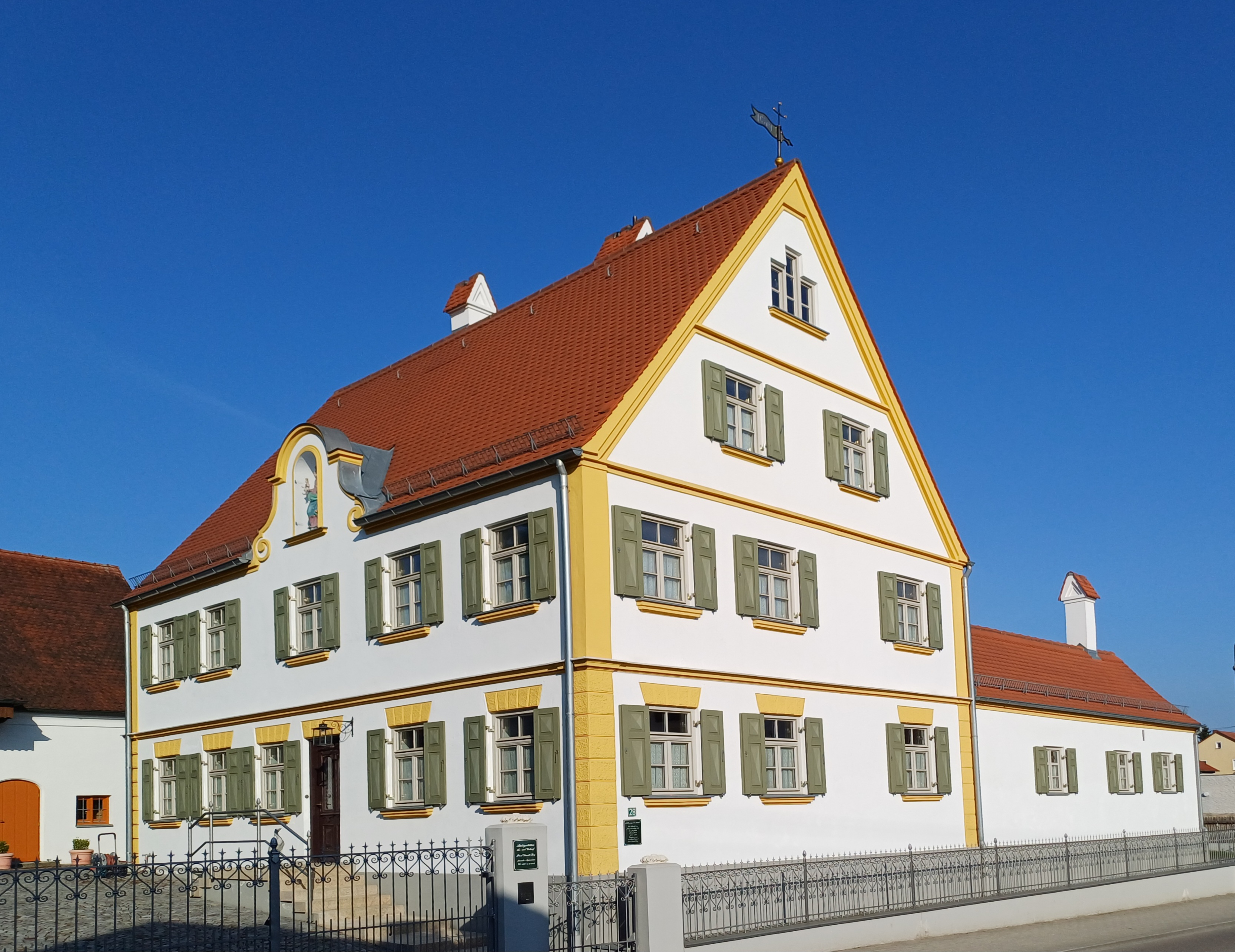
Pfarrhaus in Langweid

Das Pfarrhaus in Langweid am Lech, einer Gemeinde im Landkreis Augsburg im bayerischen Regierungsbezirk Schwaben, wurde 1680 errichtet. Das Pfarrhaus an der Augsburger Straße 28 ist ein geschütztes Baudenkmal.

## Beschreibung
Der zweigeschossige Satteldachbau mit Voluten-Zwerchgiebel wurde von Jörg Wörle errichtet und Ende des 19. Jahrhunderts erneuert. Das Gebäude besitzt fünf zu drei Fensterachsen und zwei Dachgeschosse.
Die daneben stehende ehemalige Pfarrscheune ist ein Satteldachbau mit Quertenne und Hackenschopf aus dem Jahr 1779.
Das Gebäude wurde in den 1980er Jahren saniert und 2022 umfassend instand gesetzt.